# Српски ослободилачки покрет Отаџбина
Српски ослободилачки покрет Отаџбина скраћено СОПО је тајна емигрантска завереничка организација коју су основали Срби у расејању са циљем да поведу борбу против Савеза комуниста Југославије и Комунистичке Југославије на чијем челу се налазио Јосип Броз. СОПО је основан као одговор на државни тероризам који је спроводила Југославија преко своје тајне политичке полиције, УДБЕ, против политичких неистомишљеника у расејању, а који су српског порекла. СОПО је као реакцију, на отмице и атентате од стране УДБЕ, извршио бомбашке нападе на амбасаде и конзуларна представништва СФР Југославије на тлу Северне Америке 1967. године. Припадници СОПО-а покушали су у више наврата да изврше атентат на председника Комунистичке Југославије Јосипа Броза током његових службених посета земљама Јужне и Северне Америке. СОПО је био одговоран за подметање експлозива пред зградом УН-а 1975. У Њујорку и у Вашингтону 1976. године, као и за изазивање снажне експлозије у згради Генералног комитета Комунистичке партије Америке у Њујорку. Припадник СОПО-а Никола Каваја је 1979. године отео амерички путнички авион „боинг 727“, а затим преузео авион „боинг 707“ са којим је намеравао да долети до Југославије преко Атлантског океана и да се у самоубилачкој мисији обруши на седиште Савеза комуниста Југославије које се налазило у Новом Београду у небодеру под називом Це-Ка.

## Позадина
Након Другог светског рата у Југославији сву власт је преузела једна странка, Комунистичка партије Југославије, на чијем челу је био Јосип Броз, који је завео лични режим. Током Брозовог апсолутизма био је забрањен вишестраначки систем, као и слободни демократски избори. Била су забрањена основна људска права као што су слобода говора, удруживања и вероисповести. Грађани су и због најмањег вербалног деликта против вође одлазили у затвор. Затвори су били пуни политичких осуђеника, како оних који су били за демократију, тако и с комунистима који су били присталице политике СССР. Национална питања у вишенационалној Југославији су била проглашена решеним, тако што се о њима уопште није смело расправљати. У земљи је постојала цензура, која је контролисала електронске и штампане медије, као и филмску уметност. Главни ослонац режима је била комунистичка партија и тајна политичка полиција под називом УДБА. Преко тајне полиције, власт је контролисала све поре у друштву, њен основни задатак је био да открије критичаре друштва и да их затим прогласи за непријатеље или издајницима, којима би после тога било суђено. УДБА је чак и у иностранству пратила и надзирала исељеничке групе Југословена, које су се политички или национално удруживали. Удружења исељеника су имале своје новине у којима су критиковале постојеће недемократско стање у Југославији. На мети УДБЕ су углавном биле вође тих удружења, које је неретко, тајна полиција по својој процени киднаповала или ликвидирала.

## Оснивање
Средином 1964. године у Паризу у стану Јована Бркића, који се налазио у елитном кварту француске престонице основана је српска тајна завереничка организација под називом Крмчија. Молитву уочи овог оснивачког скупа одржао је свештеник Стојиљко Кајевић. Оснивачком скупу је присуствовало 24 завереника који су седели за великим гостинским столом. На самом челу стола је седео Андрија Лончарић, а са његове леве и десне стране седели су капетан Вељко Реметић и принц Михаило Петровић. Иза њих, стајала су шесторица најмлађих завереника. Андрија Лончарић је затим одржао краћи говор чиме је отворио овај тајни састанак. Тајно удружење је основано као одговор на ликвидацију од стране УДБЕ у емиграцији краљевског официра и четничког команданта Млавског корпуса Синише Оцокољића. У начелу на овом тајном скупу постигнут је договор да Крмчија треба да спроводи следеће задатке:
- Политичка борба против Комунистичке Југославије.
- Штампања новина и летака у исељеништву и њихово илегално растурање у Комунистичкој Југославији.
- Регрутовање младих људи за своје циљеве.

Програм и рад Крмчије био је сличан програму Црне руке и комитских организација. Међу млађим члановима највише се истакао млади свештеник Стојиљко Кајевић, кога су прво прихватили Андрија Лончарић и пуковник Велимир Пилетић. Током јесени 1964. године руководство Крмчије донело је одлуку да своју организацију и активности прошире на Сједињене Америчке Државе и Канаду. У Западној Европи је било исувише ризично спроводити били какве акције, јер је било доста присталица левичарског покрета. САД су тада биле изузетно погодне за антикомунистичке акције и важиле су за водећу земљу у борби против комунизма. По доласку у Америку свештеника Стојиљка Кајевића прима владика Дионисије, који се налазио на челу одвојеног дела српске цркве. У почетку Кајевић је обезбеђивао средства за рад Крмчије у Паризу, да би по налогу Андрије Лончарића приступио оснивању тајне завереничке организације на тлу Северне Америке. Оснивачки скуп одржан је 26. августа 1966. године, који је одржан у једном мотелу недалеко од Питсбурга. Скупу је присуствовало 36 особа и одржан је под званичним називом „Библијски семинар“. Донета је одлука да ново име организације буде Српски ослободилачки покрет Отаџбина – СОПО. Главни задатак СОПО-а је био да поред пропагандне делатности припреме и бомбашке нападе на југословенска дипломатска представништва у државама Европе и Америке.

## Рат СОПО-а и УДБЕ
СОПО је одлучио да први напад изведе у тренутку када је у Комунистичкој Југославији наступила политичка криза, сменом шефа УДБЕ Александра Ранковића на IV пленуму ЦК СКЈ на острву Бриони. Припадници СОПО-а имали су уврежено мишљење да је УДБА тада наводно постала хрватска служба, коју су преузели Јосип Броз и Едвард Кардељ и да ће после смене Ранковића наступити значајне промене у Југославији на штету Срба, што се и обистинило Уставом из 1974. године.

### Отмица авиона
1979. године члан СОПО-а Никола Каваја је организовао отмицу америчког путничког авиона „Боинг 727“, а затим преузео авион „Боинг 707“ са којим је намеравао да прелети Атлантски океан и да се у самоубилачкој мисији обруши на седиште Савеза комуниста Југославије на Новом Београду. Овај догађај Стоиљко Кајевић детаљно описује у својој књизи Круг освете и правде:
Поред собе у којој смо се налазили пролазио је дугачак ходник. Оданде су се чули брзи кораци. Пуњење шаржера.
Врата су се отворила тек предвече. Специјални агент ФБИ-а је ушао. Учтиво ми је пришао и рекао: „Оче, дозволи да скинем ово гвожђе са тебе.“
Када је скинуо лисице и окове са мене, додао је: „Оче Кајевићу, отмичар авиона хоће да говори са тобом. Молим те, хоћеш ли да пођеш са мном.“ Следио сам га. Ишли смо до краја ходника.
Застали смо испред једне осмоугаоне сале. Зидови су били прекривени телевизорима и електронским уређајима. Двадесетак девојака и момака, са слушалицама на ушима, гледају и записују. Овога пута, на свим екранима слике аеродрома ОʼХеро; видим авион, који Каваја држи.
Животи сто тридесет седам путника били су у рукама човека који је тражио моју слободу. Притиснут таквом мишљу, посматрао сам јурњаву агената са токи-вокијем у рукама и пиштољима под мишкама. Чекао сам на разговор са Кавајом.
Док сам тако чекао у контролном центру, један од агената пришао ми је и рекао: „Отмичар авиона хоће да говори са тобом.“ Дао ми је слушалицу у руке и, колико се сећам, даље је све овако текло: „Овде Кајевић.“ Каваја ми препознаје глас и каже: „Овде командос и терориста Каваја. Ти си мој шеф и ја тражим твоје ослобођење. Ако те не доведу овде, уништићу авион.“ Ја му одговарам да није терориста, него отац три ћерке, одличан супруг и поштен фабрички радник. „Знам да немаш ништа против тих људи у авиону, они нису твоји непријатељи“, умирујем га: „Хвала ти за жртву и за покушај да ме спасеш из пакла. Али ја одбијам да идем било где. За сада је крај нашој борби.“
Нисам могао да чујем шта ми је одговорио, јер су агенти ФБИ-а прекинули наш разговор.
Бесни на моје одбијање, вратили су ме у ону просторију. Ушла је нека девојка, држећи хрпу фотографија. Ставља ми слике под нос и пита: „Видиш ли ово? Знаш ли шта има око појаса?“ Одговорио сам одречно.

Питала ме је да ли видим динамит око његовог струка. Рекао сам јој да ја не знам шта је то. Питала ме да ли је то прави динамит или лажни. Питала је да ли смо раније правили овакве направе. Ћутао сам, а она је наставила са својим питањима. Без успеха. Није могла да добије никакав сигуран одговор од мене. Потом је ушао други агент са најновијим фотографијама. Саветовао ми је да гледам озбиљно и да му кажем шта видим. Пошто сам опет ћутао, и он је питао да ли су цеви око Кавајиног струка прави динамит или не. Нисам могао да му дам никакав поуздан одговор. На слици сам видео Кавају како стоји иза леђа пилота, видео сам запрепашћене пилоте и стјуардесе како седе у шоку.